# 北淯郡
北淯郡，中国南北朝时设置的郡。
北魏置北淯郡，治所在武川县（今河南省南召县东南）。下辖武川县、北雉县，辖境相当今河南南召县及方城县西部之地，属于荆州。西魏北淯郡改属蒙州，北雉县设为雉阳郡。北周北淯郡下辖武川一县。隋文帝开皇开皇三年（583年）废北淯郡，辖境直属于蒙州（后来改为淯州、淯陽郡）。